# Dilochiopsis scortechinii
Dilochiopsis scortechinii là một loài thực vật có hoa trong họ Lan. Loài này được (Hook.f.) Brieger mô tả khoa học đầu tiên năm 1981.